# Leucosarcia melanoleuca
Leucosarcia melanoleuca sau porumbelul wonga este o specie de pasăre columbiformă din familia Columbidae, originară din pădurile tropicale și de eucalipt din Australia. Este singurul reprezentant al genului său Leucosarcia. Nu sunt cunoscute subspecii.
Ajunge la o greutate de 330 până la 500 g. Lungimea corpului variază de la 38 la 45 cm. Se hrănesc cu fructe și semințe de plante și, într-o mai mică măsură, cu nevertebrate. Hrana este cel mai adesea adunată pe sol.